# Osteochilus hasseltii
Osteochilus hasseltii és una espècie de peix cipriniforme de la família dels ciprínids.

## Morfologia
Els mascles poden assolir els 32 cm de longitud total.

## Distribució geogràfica
Es troba a les conques dels rius Mekong, Salween, Maeklong i Chao Phraya, i a la península de Malaca, Sumatra, Java i Borneo.